# ピザポテト
ピザポテトは、1992年からカルビー株式会社が製造・販売しているスナック菓子。

## 概説

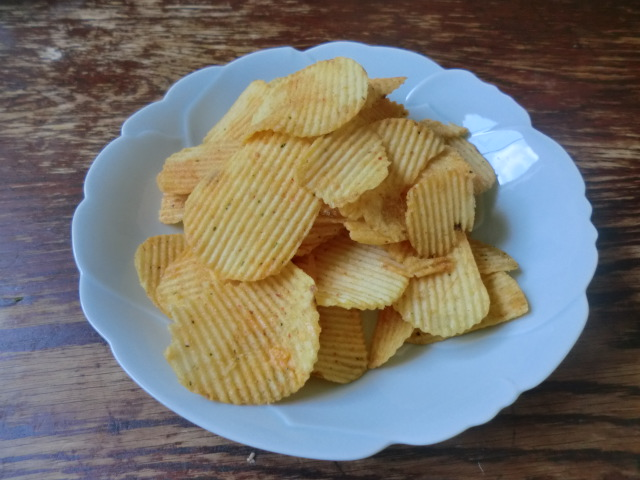
ピザポテト

1992年9月に発売されたチーズがトッピングされている厚切りVカットのポテトチップスである。カルビー独自のメルトフレーク製法でポテトチップスを揚げてすぐにチーズを溶かし付けているため、濃厚なチーズの味を味わうことができる。2007年8月のリニューアル（10代目）以降、エメンタールチーズとチェダーチーズのダブルチーズとなっていたが、2021年6月のリニューアル（14代目）でエメンタールチーズ、クリームチーズ、ブルーチーズのトリプルチーズに変更されている。また、ピザの味を再現するため、チーズの他にはトマトフレークやサラミ風チップ、パセリなどもトッピングされている。この他、黒の下地にピザの写真やイタリアの国旗色である赤や緑、白のカラーでデザインされたパッケージも商品の特徴となっている。
ピザポテトの発売前には1990年10月に『イタリアンピザ』という商品名でチェーンストア限定のテスト発売、さらに1991年3月には名称を『ピザチップス』に変えて全国で発売している。これらの商品にもメルトフレーク製法が使用されているが、ポテトチップスは薄切りでピザポテトより少し辛い味（タバスコソースの味をイメージ）となっていた。ピザポテトの発売当初にはその売れ行きから生産が追いつかず、企画開発者自ら手作業でチーズを乗せていたというエピソードもある。
2010年からは定期的に期間限定商品が発売されている。また、2012年には発売20周年を記念して、「カルビー ピザポテト味焼そば」（発売元：エースコック）や「ピザポテトコロッケ」（ミニストップ限定）、ピザポテト20%増量パッケージも発売された。

## 歴代のピザポテト
- 初代 - 1992年9月より発売
全国販売された「ピザチップス」から、ポテトチップスを厚切りVカットに変更するなどして発売。
- 2代目 - 1994年4月より発売
パッケージをリニューアル。
- 3代目 - 1996年10月より発売
パッケージをリニューアル。
- 4代目 - 1997年10月より発売
トッピングにつぶつぶサラミチップが追加され、パッケージもリニューアル。
- 5代目 - 1999年3月より発売
チーズがゴーダチーズ、チェダーチーズの2種類となり、パッケージもリニューアル。また、「ゴーダくん」と「チェダーくん」というキャラクターも登場した。
- 6代目 - 2000年10月より発売
トッピングにつぶつぶトマトが追加され、パッケージもリニューアル。
- 7代目 - 2001年10月より発売
トッピングにパセリが追加され、現在のピザポテトの原形が出来上がった。パッケージもリニューアル。
- 8代目 - 2003年10月より発売
ゴーダチーズがカマンベールチーズに変更となり（チェダーチーズはそのまま）、パッケージもリニューアル。
- 9代目 - 2005年10月より発売
カマンベールチーズがパルメザンチーズに変更となり（チェダーチーズはそのまま）、パッケージもリニューアル。
- 10代目 - 2007年8月より発売
パルメザンチーズがエメンタールチーズに変更となり（チェダーチーズはそのまま）、パッケージもリニューアル。以降、エメンタールチーズとチェダーチーズのダブルチーズが定番となる。
- 11代目 - 2009年2月より発売
サラミなどの具材バランスを見直し、パッケージも一部リニューアル。内容量はこれまでの80gから70gに減量となった。
- 12代目 - 2013年5月より発売
エメンタールチーズを増量し、パッケージもリニューアル。
内容量はこれまで店の形態によらず共通であったが、2014年2月よりコンビニとコンビニ以外で別々のサイズ（コンビニ：70g/コンビニ以外：63g）として発売。さらに2016年4月よりコンビニサイズが77gに増量された。
- 13代目 - 2017年2月より発売[7][8]
エメンタールチーズとチェダーチーズの配合を見直し、パッケージもリニューアル。内容量は引き続き、コンビニとコンビニ以外で別々のサイズ（コンビニ：77g/コンビニ以外：63g）として発売[7][8]。
- 14代目 - 2021年6月より発売[2]
チーズの種類が14年ぶりに変更され、エメンタールチーズ、クリームチーズ、ブルーチーズの3種類となり、チキンエキスパウダーを過去に採用されていたビーフパウダーに変更、さらにパッケージもリニューアル（ピザポテトのロゴをフラットなデザインに変更）。内容量は引き続き、コンビニとコンビニ以外で別々のサイズ（コンビニ：77g/コンビニ以外：63g）として発売[2]。
なお、原材料価格高騰に伴い2022年3月より内容量の変更が実施されている（コンビニ：73g/コンビニ以外：60g）[9]。

## シリーズ商品

### 期間限定商品
- ピザポテト ジェノバ風（2000年春[10]、2002年4月[注 1]、2010年11月[11]発売）
バジルとベーコンフレークをトッピング、ガーリックパウダーで味を引き立てている。
- ピザポテト ホット&スパイシー（2004年2月[10][12]、2010年7月[13]発売）
チリを追加して辛口となっている。
- ピザポテト 明太マヨ味（2011年2月発売[14]）
明太子フレークと焼き海苔をトッピングし、さらにベシャメルソースの味を再現。ピリ辛風味。
- ピザポテト アジアンスパイシー MADE IN 香港（中四国・九州地区限定 (コンビニ除く) で、2011年4月発売[15]）
花椒（ホアジャオ）、ジンジャー、スターアニスを使用し、香港ならではのスパイシーな味わいとなっている。
※原産国表記：中国（香港）/カルビーではなく、香港の関連会社「カルビーフォーシーズ」が製造を行なっている[16]。
- 赤いピザポテト ディアボロ風（2011年7月発売[17][18]）
唐辛子とチキンの風味。黒こしょうもふりかけられている。
- ピザポテト ピッツァマルゲリータ風（2011年11月発売[19][20]）
バジル、トマト、モッツァレラによるマルゲリータピザに、エメンタールとチェダーチーズをプラスした濃厚な味わい。
- ピザポテト チーズカレー味（2012年7月発売[21][22]）
チーズにまろやかな辛味とコク、後引く甘みが相まった欧風カレーの味わい。
- ピザポテト オリーブ&ガーリック（2012年11月発売[23][24]）
ブラックオリーブ、フライドガーリック、オリーブオイルが香るナポリ風ピザの味わい。
- ピザポテト ぜいたくパルメザンチーズ味（2013年2月発売[25][26]）
通常のWチーズ（エメンタール&チェダー）に、パルメザンチーズパウダーを加えた3種のチーズとベシャメルソースの味わい。
- ピザポテト ホットチョリソー味（2013年7月発売[27][28]）
豚肉などに燻製の風味を加えてスモークチョリソーの味を再現したスパイシー&スモーキーな味わい。
- ピザポテト チーズ&ペッパー味（2013年11月発売[29][30]）
通常のWチーズ（エメンタール&チェダー）に、カマンベールチーズパウダーとブラックペッパーをプラス。
- ピザポテト てりやきチキン味（2014年2月 (コンビニ以外は翌3月) 発売[31][32]）

Wチーズのコクに、甘辛いてりやきソースと香ばしいチキンの味わいがマッチ。
これ以降の期間限定商品では2016年3月発売の「ピザポテト 明太マヨテイスト」まで、本家（オリジナル）のピザポテトと同様にコンビニサイズ（70g）とそれ以外のサイズ（63g）の2種類の内容量のものを発売[31][33]。
- 辛いピザポテト（2014年6月発売[34][35]/2020年6月発売〈内容量：60g〉[36]/2021年7月発売〈内容量：60g〉[37]/2022年7月発売 (コンビニ以外は翌8月)〈内容量：57g〉[38]/2023年7月発売 (コンビニ以外は翌8月)〈内容量：57g〉[39]）

2014年版はチリベースの味で、しっかりとした辛さにチーズのまろやかさとオニオン・ガーリックの旨みがきいた味わい[34]。カルビーの「うま辛セレクト」の一つとして発売[12]。
2020年版はハバネロを使用し、“ピザポテトシリーズ史上最も辛い商品”を謳っている[36]。2021年にも後味の辛さをアップ（真っ赤なパッケージに変更）して再発売[37]。さらに2022年にも肉の旨みをアップ（隠し味としてココアパウダーを追加）して再発売[38]。
- ピザポテト 濃厚デミグラス風味（2014年11月発売[40][41]）

デミグラスソース風味に、チーズ、ガーリックやスパイスの効いた濃厚な味わい。
- ピザポテト バジル&ガーリック（2015年2月 (コンビニ以外は翌3月) 発売[42]）

バジルの風味にガーリックとベーコンの旨み、ピザポテトならではのチーズを加え、ジェノベーゼをイメージしている。
- ピザポテト スパイシーチキン味（2015年6月発売[43]）

スパイスを効かせたジューシーなチキンの旨みに、ピザポテトならではのとろ～りチーズをトッピング。
- ピザポテト 豚プルコギ味（2015年11月発売[44][45]）
甘いタレのプルコギを乗せたピザの味を再現ししている。チーズは2種類使用。
- ピザポテト 明太マヨテイスト（2016年3月発売[33][46]）
いつものピザポテトに、ピリ辛明太子とこっくりマヨを加えた濃厚な味わい。
なお、同様の商品として過去にも「ピザポテト 明太マヨ味」が発売されている。
- ピザポテト ガーリックボンバー（2016年6月 (コンビニ以外は翌7月) 発売[47][48]）
チーズのコクとローストガーリックの香ばしさが効いたパンチ力のある味わい。
期間限定商品ではこれまでコンビニサイズとそれ以外のサイズの2種類の内容量のものが発売されていたが、この商品より内容量を60gに統一（コンビニ限定商品などを除く[注 2]）している[47]。
- ピザポテト ミスターシーフード（コンビニ限定で2016年7月発売〈内容量：73g〉[49]）
チーズとトマトの旨みに、ホタテやイカ、アサリのエキスを加えたシーフードピザの味わい。
「夏に食べたいピザポテトのフレーバーランキング」（カルビー調べ）で1位を獲得し、商品化された[50]。
- ピザポテト サーモン&チーズPizza（2016年8月 (コンビニ以外は翌9月) 発売[51]）
スモークサーモンとチーズピザをコンセプトにした秋限定ピザポテト。なお、ピザポテトでは初となる3ヶ月連続期間限定商品の発売となった。
- ピザポテト コーングラタンPizza味（2016年10月 (コンビニ以外は翌11月) 発売[52]）
グラタンソースとコーンの旨みをいつものピザポテトにプラス。
- ピザポテト 4種のフロマージュPizza味（セブン&アイ限定で2016年11月発売〈内容量：73g〉[53][54][55]）
4種のチーズ（エメンタール・チェダー・クリーム・ゴルゴンゾーラ）に隠し味のはちみつを加えたコク深い味わい。
同じくセブン&アイ限定で発売されたじゃがりこやJagabeeの期間限定商品と、クリスマスにちなんだパッケージコラボを行っている[53]。
- ピザポテト こっくり明太マヨPizza味（2017年2月 (コンビニ以外は翌3月) 発売[56]/2019年2月発売[57]）
過去に幾度か発売している明太マヨシリーズであるが、前年の「明太マヨテイスト」にバジルを加え、味わいに深みを増して2017年も登場[56]。
さらに2019年にも再発売されている[57]。
- ピザポテト 濃厚チーズ味（2017年10月 (コンビニ以外は翌11月) 発売[58]）
4種のチーズ（エメンタール・チェダー・モッツァレラ・ゴルゴンゾーラ）による濃厚でクリーミーなピザポテト。
約1,000人のユーザーが選ぶ「冬に食べたいピザポテトの味」（カルビー調べ）で1位を獲得し商品化[58]。これまでに発売された期間限定味替わりシリーズの中では最も売れた商品となっている[59]。
- モンスト×ピザポテト 爆絶チーズミート（コンビニ限定で2018年1月発売〈内容量：73g〉[60]）
トマトソースの酸味とミートの旨みが合わさったミートソースピザの味わい[60]。
モバイルアプリゲーム『モンスターストライク』（モンスト）とのコラボ商品で、パッケージには同ゲームに登場するキャラクターなども描かれている[61]。
- ピザポテト マルゲリータ味（ファミリーマート・サークルK・サンクス限定で2018年3月数量限定発売〈内容量：72g〉[62][63]/全国で2019年5月[64]、2020年4月 (コンビニ以外は翌5月) [65]発売〈内容量：60g〉/2023年11月発売〈内容量は57g〉[66]）
バジルとトマトが引き立つマルゲリータ風ピザ味。
2018年にファミリーマートおよびサークルK・サンクス限定で発売、さらに2019年にはバジルの風味を増して全国発売[64]。2020年にもモッツァレラチーズパウダーを使用し全国で再発売している[65]。
なお、過去（2011年11月）には「ピザポテト ピッツァマルゲリータ風」が全国で発売されている。
- ピザポテト レッドチキンマスター（2018年6月発売[67][68]）
チーズタッカルビを参考にしたチーズと旨辛チキンの相性が抜群のピザポテト[67]。
- ピザポテト コク濃チーズ味（2018年10月 (コンビニ以外は翌11月) 発売[59][69]/2019年10月 (コンビニ以外は翌11月) 発売）
前年に発売された「濃厚チーズ味」の4種のチーズのうちモッツァレラをカマンベールに変更して、よりコク深く濃厚な味わいとなった[59]。
さらに翌年（2019年）にはゴルゴンゾーラをブルーチーズに変更して、再発売されている。
- ピザポテト こってり焼きチキン味（コンビニ限定で2019年4月発売〈内容量：73g〉[70]）
こってりマヨ風味とてり焼きチキンの和風ピザをイメージしたピザポテト[70]。
なお、過去（2014年2月）には「ピザポテト てりやきチキン味」が全国で発売されている。
- ピザポテト 旨カラッ!チョリソーPizza風味（2019年7月 (コンビニ以外は翌8月) 発売[71][72]）
チョリソーピザをイメージした、ポークの旨みと2種類の唐辛子による旨辛ピザポテト。
なお、過去（2013年7月）には「ピザポテト ホットチョリソー味」が全国で発売されている。
- ピザポテト ジェノベーゼ味（コンビニ限定で2019年10月発売〈内容量：73g〉/セブン-イレブン限定で2021年7月数量限定発売〈内容量：77g〉[73]）
バジル、オリーブオイル、ガーリックによるジェノベーゼソース風のピザポテト。
2021年にはブラックペッパーを加えて、セブン-イレブン限定で再発売。
なお、過去（2015年2月）にはジェノベーゼをイメージした「ピザポテト バジル&ガーリック」が全国で発売されている。
- ピザポテト クレイジーチーズミート（セブン-イレブン限定で2019年12月数量限定発売〈内容量：88g〉）
2種のミート（ポーク&ビーフ）と野菜の旨みによる濃厚なミートソースピザの味わい。
なお、過去（2018年1月）にはミートソースピザをイメージした「モンスト×ピザポテト 爆絶チーズミート」がコンビニ限定で発売されている。
- ピザポテト めんたいマヨ風味（2020年1月 (コンビニ以外は翌2月) 発売〈内容量：60g〉[74][75]/2021年2月発売〈内容量：60g〉[76]/2023年3月発売〈内容量：57g〉[77]/2024年2月発売〈内容量：57g〉[78]）
明太マヨフレーバーは2011年2月以降幾度も発売しているが、前年発売された「こっくり明太マヨPizza味」よりマヨ感をアップして発売[75]。
さらに翌年（2021年）には「ピザポテト 明太マヨ風味」として、明太子の風味をアップして発売[76]（以降も定期的に発売）。
- ピザポテト ダイナマイトにんにくビーム!（セブン-イレブン限定で2020年7月数量限定発売〈内容量：88g〉[79][80]）
強烈なにんにくの風味がクセになる夏らしいピザポテト。
- ピザポテト クアトロチーズ味（2020年11月発売[81]/2021年10月発売[82]）
新開発のハニーチーズ味フレークによる、ハチミツ風味の「クアトロフォルマッジ」（エメンタール・チェダー・ブルー・カマンベールの4種のチーズを配合）を再現したピザポテト[81]。
翌年（2021年）にも青いパッケージに変更して再発売[82]。
- ピザポテト 大人のシーフード仕立て（セブン-イレブン限定で2021年3月数量限定発売〈内容量：77g〉）[83]
シーフードの旨味とオリーブオイルの風味が効いたちょっと大人なシーフードピザの味わい。
なお、過去（2016年7月）には「ピザポテト ミスターシーフード」がコンビニ限定で発売されている。
- ピザポテト スモーキーテリヤキ風味（コンビニ限定で2021年9月発売〈内容量：73g〉）[84]
燻製のスモーキーな風味を加えた甘辛いテリヤキチキンピザの味わい[84]。
なお、過去には2014年2月に「ピザポテト てりやきチキン味」が全国で、2019年4月に「ピザポテト こってり焼きチキン味」がコンビニ限定で発売されている。
- ピザポテト ガーリックペッパー味（コンビニ限定で2022年1月発売〈内容量：73g〉）[85]
ブラックペッパーを効かせたガーリックピザの味わい[85]。
- ピザポテト トリュフ薫るクアトロチーズ味（セブン-イレブン限定で2022年7月数量限定発売〈内容量：71g〉[86]）
トリュフが薫るオトナなピザポテト、メゾンドピッツァ (Maison de Pizza) シリーズとして発売[86]。
- ピザポテト アンチョビガーリック味（コンビニ限定で2023年1月発売〈内容量：69g〉）[87]
アンチョビをトッピングしたガーリックピザの味わい。
- ピザポテト 背徳ガーリック味（コンビニ限定で2024年3月発売〈内容量：64g〉）[88]
ガーリックの濃厚な風味に肉の旨味、唐辛子のピリ辛をかけ合わせた背徳感たっぷりのピザポテト。

### お・と・なピザポテトシリーズ
2013年より上記の商品とは別に、「お・と・なピザポテト」シリーズが発売されている。内容量は通常サイズと異なり、いずれも56g（コンビニ・コンビニ以外共通）となっている。
- お・と・なピザポテト 明太クリームソース味（九州地区限定 (コンビニ除く) で2013年6月期間限定発売[12]/近畿・中四国・九州地区限定 (コンビニ除く) で2014年4月期間限定発売[89][90]）
Wチーズ（エメンタール&チェダー）と明太クリーム味のピリ辛ソースを使用し、風味豊かなビザの味を再現。
- お・と・なピザポテト 4種のチーズ 〜アンチョビ仕立て〜（九州地区限定 (コンビニ除く) で2013年10月期間限定発売[12]/全国で2014年9月 (コンビニ以外は翌10月) 期間限定発売[91][92]）

チェダー・エメンタール・カマンベール・ゴルゴンゾーラの4種のチーズとアンチョビを使用した濃厚な味わい。
- お・と・なピザポテト 魚介のトマトクリームソース味（2015年4月期間限定発売[93]）

魚介の旨みに加えて、コクのあるチーズ&トマトクリームの風味をダブルでトッピングした本格ピザの味わい。
- お・と・なピザポテト アボカドチーズ味（2015年9月発売[94]）
Wチーズ（エメンタール&チェダー）とアボカド味のクリームをトッピングし、クリーミーな味わいに仕上げている。

### その他の味・バリエーション
- BIGピザポテト（2010年5月発売）
通常サイズ（内容量77g）の約2倍、145gのBIGサイズ。
なお、原材料価格高騰に伴い2022年3月より内容量が137gに変更されている[9]。
- ピザポテト小袋タイプ
食べ切りサイズ。内容量は当初22gだったが、2010年2月より10%増量されて25gとなった。
なお、原材料価格高騰に伴い2022年3月より内容量が24gに変更されている[9]。
- ピザスティック（関東・中京・近畿地区のコンビニ限定、関東・近畿地区では2010年5月発売[95]）
「ちょいカル」シリーズ。内容量16gのスティック袋タイプ（フィットパック）。また、14gのピザスティックが4つ連なっている「ミニ4 ピザスティック」もある。
- ピザリッチ（関東地区のコンビニ限定、2006年10月発売[10]）
「ポテリッチ」シリーズ。内容量は65g。揚げたてのポテトチップスに溶かしたチーズをかける新製法。また、ポテトチップス一枚当たりのチーズの量にばらつきが少なく、比較的均等にトッピングされているのが特徴。チーズの味はより濃厚に感じられる[96]。
- ピザポテト パワフルスメル（セブン&アイ限定で2017年11月発売）[注 3]
“風味2倍”を謳う濃厚ピザポテト（※サラミの風味が通常のピザポテトの2倍）。内容量はBIGピザポテトよりも多い170g（パーティーサイズ）[97]。
- ピザポテト ストロングフレーバー（ファミリーマート限定で2019年10月数量限定発売）
サラミの風味を2倍にしたピザポテト。内容量は66g。
- 肉マシ ピザポテト（コンビニ限定で2020年3月発売〈約1ヶ月限定発売〉）
サラミの風味を2倍にしたピザポテト。内容量は66g。
- 濃いピザポテト（コンビニ限定で2020年5月[98]、同年9月発売〈いずれも約1〜2ヶ月限定発売〉）
サラミやガーリック、トマトの風味を濃くしたピザポテト。内容量は66g[98]。
- ピザポテト W〈ダブル〉（コンビニ限定で2018年11月[99]、2019年7月[100]発売〈いずれも約1〜2ヶ月限定発売〉）
チーズフレークとチーズパウダーを増量して、“チーズ風味2倍”を実現。内容量は66g[99]。
- ピザポテト Crisp〈クリスプ〉（2014年6月発売[12][101]）
低温釜揚げによるカリカリ食感（堅あげポテト食感）のピザポテト。通常のピザポテトより味付けも少し変更（チーズはチェダー・エメンタール・カマンベールの3種）している[12][101]。
- ピザポテト 明太マヨ味（2012年2月発売[102]）
2011年2月に期間限定発売した明太マヨ味が新商品として正式発売された[12]。
- やみつき!!濃 (こい) ラボ ピザスティック ホット&スパイシー（コンビニ以外の店舗で、2013年4月発売[103]）
複数の菓子メーカーによるコラボレーション企画「やみつき!!濃 (こい) ラボ」シリーズとして発売[104]。
- 濃ラボ+ (こいラボプラス) ピザスティック チーズカレー味（コンビニ以外の店舗で、2013年11月発売[105][106]）
複数の菓子メーカーによるコラボレーション企画「やみつき!!濃 (こい) ラボ」シリーズとして発売。
- ピザポテトクリエイターズパッケージ（首都圏・北陸地方など14都県のセブン-イレブン限定、2021年6月より数量限定で順次発売）[107][108]
長場雄がデザインした特別パッケージ（カルビー「伝わるデザインプロジェクト」の第1弾商品）。内容量は40g[107][108]。

### 派生商品
- チーズポテト（2006年10月発売[109]）
2006年の初登場時はチーズはパルメザンチーズ、カマンベールチーズ、チェダーチーズの3種類を使用し、ピザポテトと同様にメルトフレーク製法でトッピングしている[12]。
2007年9月にはチェダー・パルメザン・エメンタール、2008年4月にはチェダー・ゴーダ・エメンタール、2009年1月にはチェダー・エメンタール・カマンベールの3種のチーズに変更してリニューアル発売。また、2007年6月には「ブラックペッパー風味」、2008年1月には「こんがりチーズ味」も発売している[12]。

## キャンペーン企画

### 365日、毎日誰かに当たる! キャンペーン
2010年2月1日から2011年1月31日まで、『365日、毎日誰かに当たる! キャンペーン』を携帯サイト「ピザポモバイル」で実施していた。これはサイト上のゲームに挑戦する（1日1度限り）ことで、「ピザポテト25g小袋タイプ」の1ケース（12袋入り）が毎日1名に当たるというものである。
また、2011年2月14日にはキャンペーン企画の第二弾として『365日、毎日誰かに当たる! キャンペーンII』（期間は2012年2月13日まで）が同サイトで開始された。第一弾と同じく「ピザポテト25g小袋タイプ」1ケース（12袋入り）が毎日1名に当たる"ボ～ノコース"の他、「ピザポテト専用アモーレパウダー」（9袋入り・味は3種類でそれぞれ3袋ずつ）が毎日3名に当たる"アモ～レコース"がある。最初にコースを選択してクイズに答え、抽選ボタンを押す（1日1度限り・両コースへの応募は不可）ことで、その場で抽選結果が判明する仕組みである。
キャンペーンに登場するキャラクターは第一弾、第二弾共に鈴木順幸による「謎のイタリア人」。なお、キャンペーン期間内に発売されたピザポテトや同シリーズ商品（一部除く）のパッケージには「ピザポモバイル」にアクセスするための2次元バーコードが付いている。
なお、「毎日誰かに当たる! キャンペーン」は2012年2月以降も引き続き、翌年2月までの期間中継続されていた。

### ピザポテト明太マヨ味発売記念キャンペーン
明太マヨ味が2012年2月に全国で正式発売されたことを記念して『ピザポ&イタリア食材をまるごとお届け!』と題し、ピザポテト各種18個入りの巨大パッケージのほか、24ヶ月熟成 パルミジャーノ・レッジャーノ（チーズ）、トリュフ、スパゲッティ、アンチョビ（瓶詰め）、サンダニエーレ14ヶ月熟成 蹄・骨付き生ハムのイタリア食材全五種類のうち一つ、謎のパーティーグッズの入ったセットが抽選で計5名に当たるキャンペーンを実施。なお、五種類のイタリア食材については応募時に選択する形となっているが、それぞれ応募締切・宅配日が異なっている。

### ペプシスペシャル×ピザポテトキャンペーン
ペプシスペシャル（サントリー）との共同で、2014年2月3日より翌月末まで抽選で計1000名に当たる『こだわりピザセットプレゼントキャンペーン』を実施。両商品についている応募券を集めることでこのキャンペーンに応募できる。なお通常の郵便はがきの他に、キャンペーンサイトにてダウンロードできる「専用応募ハガキ」でも応募可能である。

### とろ～りチーズレボリューション!
ピザポテト発売25周年および商品のリニューアルを記念して、ピザポテトのチーズをイメージしたグッズが抽選で総計1013名に当たる『とろ～りチーズレボリューション!』キャンペーンを2017年2月6日より実施。Aコース「超巨大とろ～りクッション」（直径2メートル級）、Bコース「ピザポテト紳士セット」（靴下・パンツ、ネクタイの3点セット）、Cコース「ピザポテトとろ～り漫画皿」（たち吉製）の3つのコースがあり、同年6月12日までのキャンペーン期間中は各コース1日1回応募できる（※応募にはカルビーファンクラブ「カルサポ!」の無料登録が必要）。

### “ピザポる”グッズプレゼントキャンペーン
北海道産ジャガイモ不足により一度販売を休止（後節参照）したピザポテトの販売再開1周年を記念して、ピザポテトのオリジナルグッズが抽選で総計1110名に当たる『“ピザポる”グッズプレゼントキャンペーン』を2018年6月18日より実施。Aコース「巨大ピザポる寝袋〜ピザポるクッション&ピザポテト (63g) 各4個付き」（10万ツイート達成で解禁）、Bコース「ピザポるスマホケース）、Cコース「ピザポるペン」の3つのコースがあり、同年8月27日17時までのキャンペーン期間中は各コース1日1回応募できる（※応募にはTwitterでカルビー公式アカウントのフォローが必要）。

### ピザポテト×スパイダーマン:ファー・フロム・ホーム コラボ企画
映画『スパイダーマン:ファー・フロム・ホーム』（2019年6月28日公開）とのコラボ企画として、『ピザポテト』や『ピザポテト マルゲリータ味』の同映画コラボ限定パッケージを2019年5月13日より6月下旬まで順次発売。同時にポテトチップスをつまんで食べることができるマジックハンド｢スパイディー・アーム ポテトチップスの手｣（同映画コラボ限定グッズ）と｢Hulu｣利用券（1ヶ月分）のプレゼントキャンペーンも実施。

## コラボレーション商品・メニュー
主な企画商品
スナック菓子以外の主なコラボ企画商品として、これまでに以下のものが発売されている。なおピザポテト（スナック菓子）の期間限定商品では、2018年1月にモバイルアプリゲーム『モンスターストライク』（モンスト）とのコラボ企画で「モンスト×ピザポテト 爆絶チーズミート」が発売されている（詳細は前節「#期間限定商品」を参照）。
- ピザポテト焼そば（明星食品、ローソン限定、2003年、2004年、2005年発売[118]）
- ピザポテト風おむすび（ファミリーマート限定、2008年5月発売[119][120]）
- からあげクン ピザポテト風味（ローソン、2009年11月発売[121]）
- カルビー ピザポテト味焼そば（エースコック、2012年7月発売[5]）
- ピザポテトコロッケ（ミニストップ限定、2012年9月数量限定発売[6]）
- チータラ ピザポテト味（なとり、2018年11月 (コンビニ以外は翌12月) 期間限定発売[122][123]、以降定期的に発売[124]）
- まろやかチータラ ピザポテト味（なとり、2020年12月期間限定発売[125]、以降定期的に発売[126]）
- 不思議な新食感 濃厚チーズ ピザポテト味（なとり、2022年3月期間限定発売[127]）
- カルビーピザポテト味ヌードル〈サッポロ一番〉（サンヨー食品、ローソン先行、2019年2月発売[128]）
- ピザサンド ピザポテト味（ファミリマート限定、2020年1月発売[129]）

主な企画メニュー
- Glorious Chain Café（グロリアスチェーンカフェ）[130]が2017年11月6日より期間限定で、ピザポテトのコラボレーションメニューを販売。“ピザポテト味のピザ”とサイドに盛られた本物のピザポテトチップスにWチーズをかけた“追いチーズ”の特別なメニューが味わえる[131][132]。
- 築地銀だこの期間限定メニュー「ピザポテト味たこ焼」が2018年10月18日より発売。当メニューには同時期に発売される「ピザポテト コク濃チーズ味」の特製パウダーも付属している。なお、「ピザポテト (63g)」と前述の「コク濃チーズ味」のパッケージ裏には当メニューの割引クーポーンも期間限定掲載（同年11月〜12月初旬頃まで展開）されている[59]。
- カルビーのアンテナショップ「カルビープラス」[133]（一部店舗〈計7店舗〉）で、「あげたてポテトチップス 超ピザポテト」と「あげたてポテトチップス 超ピザポテト 粒チーズトッピング」が2020年2月4日より発売[75]。
- インターネットカフェ大手の快活CLUBが2021年6月21日よりピザポテト味のポテト「ピザ厚切りポテト」を期間限定で販売している。ちなみにフライドポテトではなく、丸く切ったジャガイモを油で揚げピザポテト味のシーズニングをかけている[134][135]。

## 備考
- 2017年4月12日より、前年8月に発生した台風10号など複数の台風による影響[注 4]から原料（ジャガイモ）不足のためピザポテトの全商品が販売休止となった[137]。販売休止を受け、一時はインターネットオークションにてピザポテトが出品され、高値で落札される事態も出てきた[138]。その後、原料の供給に関して一定の目処が立ったことから、2ヶ月後の2017年6月より販売が再開された[138][139][注 5]。
- 2019年3月12日に電子レンジで温めて食べることができる「レンジdeピザポテト」の発売（数量限定）が全国のファミリーマートで予定されていたが[141]、2月19日に同コンビニで一足早く発売した「レンジdeポテリッチ 濃厚バター醤油味」が直後に自主回収となったことから、当商品についても発売中止が決定された[142][143]。